# Barbara Wold
Barbara J. Wold es una profesora estadounidense de Biología Molecular, la investigadora principal del Wold Lab en el Instituto de California de Tecnología (Caltech) y la investigadora principal del Centro de Recurso de Genómica Funcional en el Instituto Beckman en Caltech. Fue directora del Instituto Beckman en Caltech de 2001 a 2011.

## Educación
Barbara Wold se graduó con una licenciatura en zoología de la Universidad Estatal de Arizona (Tempe, Arizona) en 1973. Se inspiró en el trabajo de laboratorio en colaboración con el profesor de zoología Shelby Gerking y el biólogo del desarrollo Jerry Justus, y en clases con la profesora emérita Kathleen Iglesia. Durante su estadía en ASU, Wold se interesó en entender el código informativo que regula expresión de los genes. También conoció su marido, el geofísico Lawrence "Larry" Burdick.
Wold recibió su doctorado (Ph.D.) en biología del desarrollo molecular del Instituto de Tecnología de California (Caltech) en 1978, estudiando estructura de genoma y control de gen durante el desarrollo embriónico.  Fue nombrada como investigadora postdoctoral en el Colegio de Médicos y Cirujanos en la Universidad de Columbia en 1978. Allí desarrolló métodos para ensayar la cis-función de elemento regulador.

## Carrera

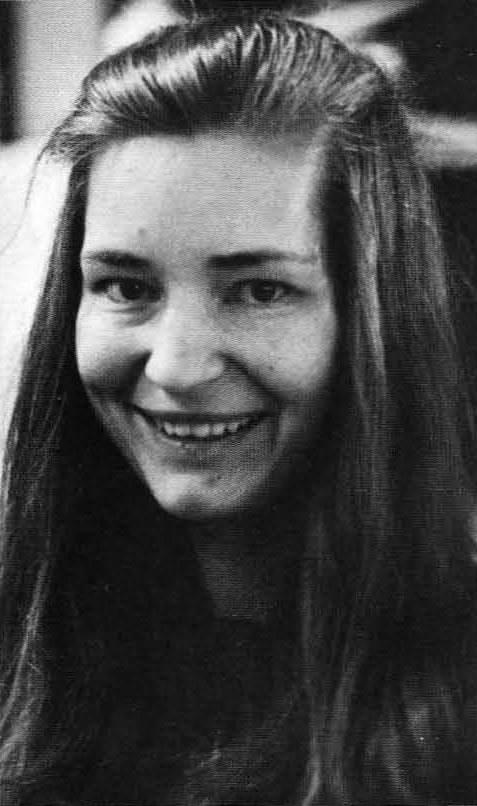
Wold en 1986

En 1981, Wold regresó a Caltech como profesora en el departamento de Biología. Fue promovida profesora asociada en 1988 y profesora titular en 1996, reteniendo la posición hasta que 2002. Obtuvo la posición Devenga Bren de Biología Molecular en 2003.
Wold ayudó para fundar el Centro L. K. Whittier de Expresión del gen en Caltech en 1999, con Stephen Quake y Mel Simon, colaborando con el Proyecto de Genoma Humano. También ha sido implicada en establecer el Centro para Diseño de Circuito Biológico en Caltech. Ha sido asesora en los Institutos Nacionales de Salud y el Departamento de Energía en el área de genómicas.
Wold fue directora del Instituto Beckman en Caltech de 2001 a 2011, reemplazando al director fundador Harry B. Gris. Desde el 30 de enero de 2012, Wold fue sustituida por el director David Un. Tirrell.

## Investigación
Barbara Wold ha publicado más de sesenta artículos en las áreas de genética y biología del desarrollo. Durante su carrera, Wold se ha concentrado en explorar la arquitectura y lógica de redes reguladoras de genes, para entender el mecanismo que guía la transición de estado de las células en desarrollo  y la diferenciación de células individuales. En particular,  ha investigado las maneras en qué estos mecanismos de diferenciación están codificadas en el ADN, y además, cómo están ejecutados vía transcripción.
Empezando células precursoras no diferenciadas, Wold y su laboratorio se concentraron en transiciones de células mesodermas en estados iniciales de desarrollo a célula esquelética, muscular, y cardíaca completamente desarrollada usando ratones como modelos. Además, Wold esta interesada en transiciones en células en desarrollo que llevan a la oncogenesis.
Wold y su laboratorio ha utilizado varias técnicas, incluyendo genoma-ancho y ensayos proteome anchos, tecnología genómica de banco húmedo, métodos computacionales, muchos de los cuales ellas han desarrollado en colaboración con otros grupos para estudiar el desarrollo de músculo esquelético, generación y degeneración. Ella también ah utilizado técnicas como análisis de expresión de micro-redes de genes, medidas de interacción global proteína-ADN, espectroscopía de masa basada en proteómic, y genómica comparativa. En colaboración con otros, su laboratorio también ha iniciado un método modificado de espectrometría de masa y eticado de apítopo de afinidad doble que permite la clasificación eficiente y precisa de complejos multiprotéicos.
Mucho del trabajo de Wold  se enfoca en el procesamiento de información biológica, desarrollando y usando nuevas técnicas como secuenciación de ADN de rendimiento ultra alto para modelar computacionalmente los inputs y outputs de redes de genes. Estudia el desarrollo embriónico y la regeneración en vertebrados, examinando redes  transcripcionales y genómica comparativa para modelar genes de ratones, perros y humanos. este trabajo están llevando a un incremento en el entendimiento de la regulación transcripcional directa y mecanismos post-transcripcional y transcripcional y su mediación por microARNs. El objetivo de Wold es un entendimiento profundo del diseño de circuitos biológico y del mecanismo de genética y desarrollo celular. Con este fin, busca usar su investigación para contribuir al desarrollo de una referencia internacional de transcriptoma y bases de datos de elementos regulatorios.
El laboratorio de Wold recientemente se ah enfocado en enfermedades genómicas humanas. En particular, ellas hacen investigación en Alzheimer, cáncer, y desórdenes musculoesqueléticos.

## Premios y honores
- 2014, Premio de exalumnos distinguidos de la Escuela de Ciencias de Vida (SOLS), Universidad Estatal de Arizona[1]
- 1983, Programa Searle de eruditos[15]